# Heinrich Steinmetz
Heinrich Steinmetz (* 8. Januar 1835 in Wolgast; † 18. Juli 1915 in Marburg) war ein deutscher Jurist und Kurator.

## Leben
Heinrich Carl Friedrich Wilhelm Steinmetz war der Sohn des Wolgaster Arztes Heinrich Steinmetz (1808–1835), der einen Tag vor der Geburt seines Sohnes am Typhus starb, und dessen Ehefrau Julie Mathilde Friederica Rosina, geb. Henning. 
Er studierte Jura. Während seines Studiums wurde er 1853/55 Mitglied der Bonner Burschenschaft Frankonia. Nach seinem Studium wurde er 1856 Auskultator am Kreisgericht Greifswald. 1862 wurde er Gerichtsassessor am Kreisgericht Duisburg, danach am Landgericht Düsseldorf. 1868 wurde er dort Regierungsassessor und 1873 zum Regierungsrat ernannt. Seit Januar 1877 war Steinmetz Mitglied des Kuratoriums der Kunstakademie Düsseldorf und seit 1883 Oberregierungsrat und Stellvertreter des Regierungs-Präsidenten zu Königsberg (Preußen). 
Im April 1886 wurde er als Geheimer Regierungsrat zum Kurator der Universität Greifswald ernannt. 1887 wurde ihm der Rote Adlerorden 3. Klasse verliehen. Er war befreundet mit dem Berliner Universitätsreferenten Friedrich Althoff und konnte dadurch Vorteile für die Universität erzielen. Während der Amtszeit von Steinmetz wurden die Neubauten für die Augenklinik (Rubenowstraße 2) und für das Physiologische Institut (Rubenowstraße 3) errichtet.
Von 1889 bis 1905 war Steinmetz als Geheimer Oberregierungsrat Kurator der Universität Marburg. Er kandidierte 1890 als Freikonservativer im Reichstagswahlkreis Regierungsbezirk Kassel 5 für die Reichstagswahl und nahm 1891 als Vertreter der Universität zusammen mit dem Rektor an der ersten Versammlung des „Vereins zur Abwehr des Antisemitismus“ in Marburg teil. Seit 1905 war er Mitglied im Kommunallandtag Kassel. 1903 erhielt er den Roten Adlerorden 2. Klasse mit Eichenlaub.

## Familie
Steinmetz heiratete 1863 in Duisburg Marie Theodore Matthes (* 16. Oktober 1840 in Duisburg; † 23. Januar 1913 in Marburg), eine Tochter des aus Rotterdam stammenden Chemiefabrikanten Mathieu Elie Matthes (1808–1868). 